# Comostolopsis coerulea
Comostolopsis coerulea là một loài bướm đêm trong họ Geometridae.